# Madhva
Madhva, též Madhváčárja, Ánandatírtha, nebo Púrnapragja (asi 1199 nebo 1238, Udupi — asi 1278 nebo 1317, Udupi) byl indický višnuistický filozof, zakladatel védántské školy Dvaita-védánta. Madhva je představitel radikálního dualismu. Zdůrazňoval rozdíl mezi Bohem a individuální duší (džívátmou), který je nepřeklenutelný - individuální duše nikdy nemůže splynout s Bohem. Rozlišoval též dvě úrovně reality - svatantra (čistý brahman - nejvyšší duše) a paratantra (živé duše a neživé objekty), mezi nimi je jen málo kontaktů, i když jistá závislost tu je. Jde o opozici vůči Šankarově filozofii zvané advaita. Jeho nejvýznamnějším dílem byl komentář k Brahma-sútře nazvaný Púrnapragja Bhášja. Krom toho napsal dalších 36 děl v sanskrtu. V hinduismu je výjimečný též tím, že věřil ve věčné zavržení, nebe a peklo, možná díky vlivu nestoriánských křesťanů, kteří sídlili v jeho době v Kalyanpuru. Odmítl učení o "máje" a na rozdíl od některých jiných východních mudrců trval na tom, že svět je zcela skutečný - v tomto smyslu patřil k materialistické linii v indické filozofii. Zdůrazňoval též, že žádné učení nemá absolutní pravdu.